# Kairuan
Kairuan (àrab: القيروان, al-Qayrawān) és una ciutat de Tunísia situada a l'interior del país, a 156 km de Tunis i a 57 de Sussa. És la tercera ciutat santa de l'islam després de la Meca i Medina, a la qual s'adrecen en pelegrinatge els musulmans. Fou fundada pels àrabs pels volts de l'any 670. És la capital de la governació homònima i capçalera de dues delegacions de la governació, Kairuan Nord i Kairuan Sud.

## Etimologia
El nom de la ciutat prové d'un mot àrab, قيروان, qayrawān, que significa ‘caravana’ o ‘la majoria d'un batalló’ que prové del persa mitjà kārawān (persa: کاروان, kârvân), amb el sentit de ‘columna militar’ (kâr, ‘poble’, ‘militar’ + vân, ‘destacament’) o ‘caravana’ (relacionat amb el mot caravanserrall). En amazic la ciutat era anomenada تيكيروان, Tīkīrwān, que seria una adaptació del nom àrab.

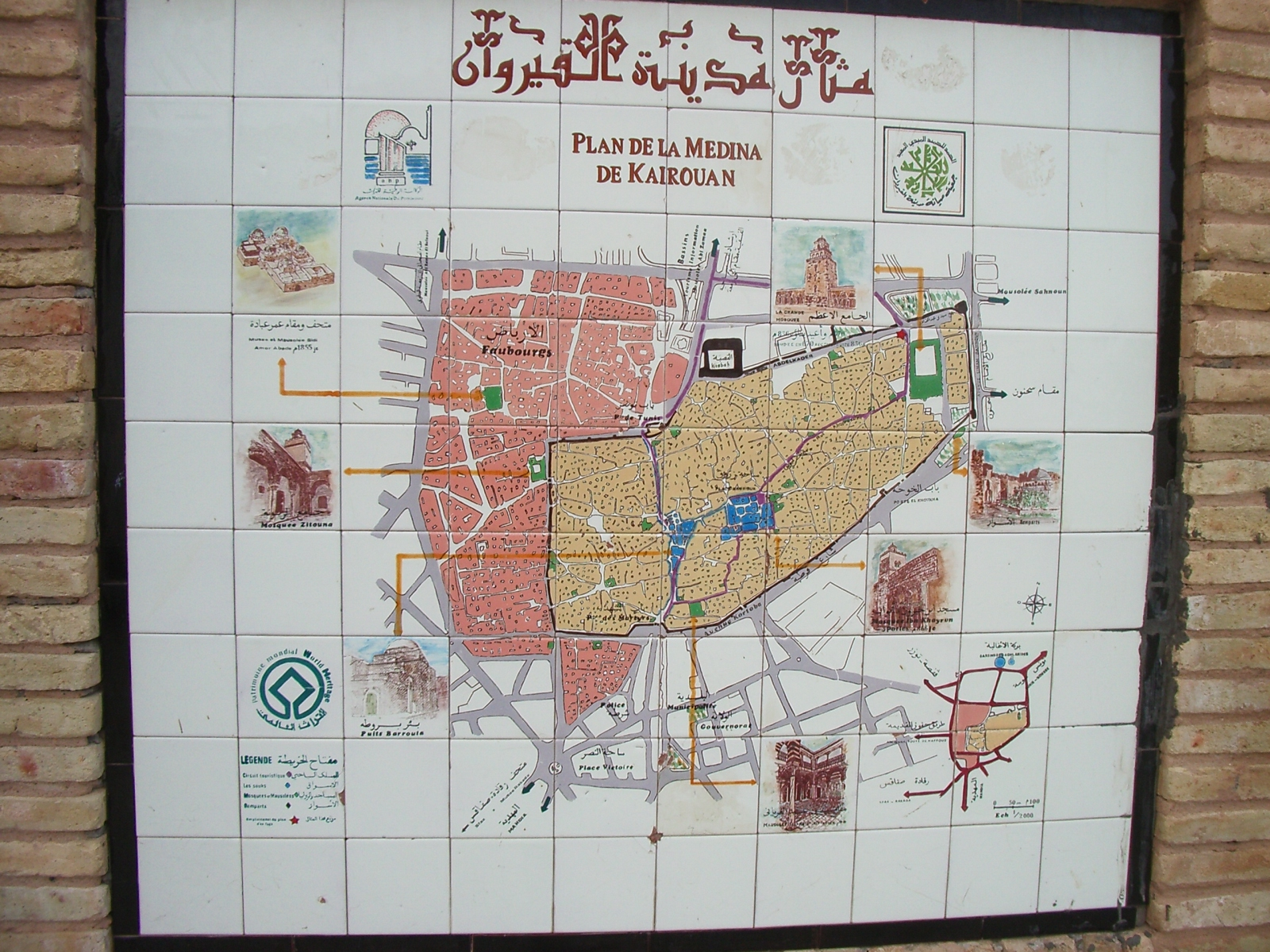
Plànol de la medina

## Població
Segons el cens oficial del 2004, el municipi té 117.903 habitants (47.000 al cens del 3 de maig del 1966 i 56.000 al cens del 1972).

## Clima
El clima és extrem, amb temperatures properes a zero graus a l'hivern i de 40 graus a l'estiu. El vent sirocco hi bufa uns 21 dies a l'any de mitjana, i la pluja és inferior als 300 mm (en canvi, a l'oest de la governació és de 500 mm).

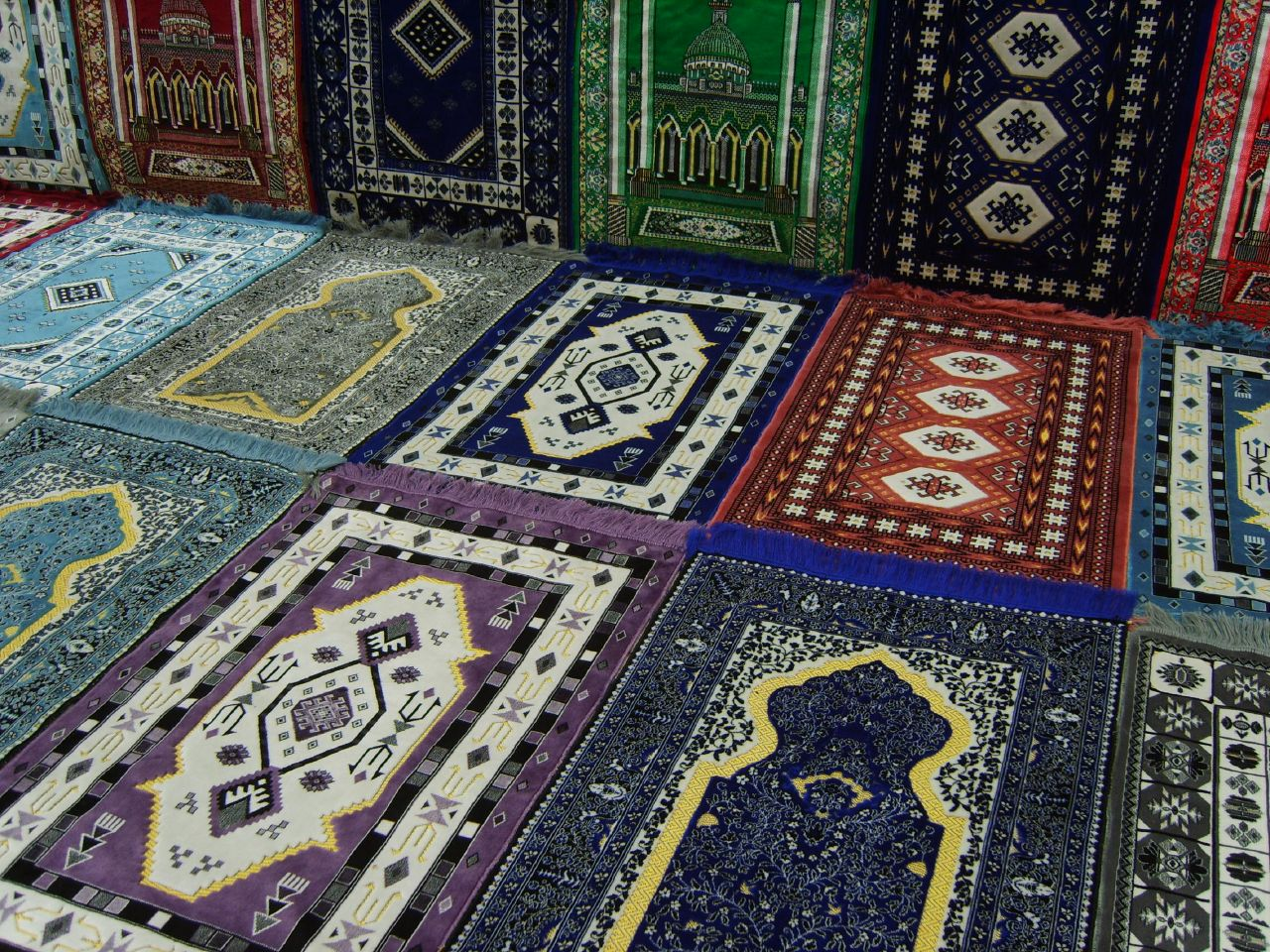
Les famoses estores de Kairuan

L'embassament d'Oued Zeroud li garanteix l'aigua i el d'Oued Merguellil li evita les inundacions que tant la van afectar el 1969.

## Economia
L'economia es basa en l'olivera i els ametllers pel que fa a l'agricultura. Compta amb dues zones industrials al nord, a la carretera que porta a Tunis. La principal activitat artesanal és la fabricació d'estores i catifes, sent el principal centre productor de Tunísia. Hi treballen unes 5.000 persones en la fabricació, quasi totes dones (les saddaya). Fora de la producció d'estores, l'artesania hi és poc present. El Grup Cementos Molins hi té una fàbrica de ciment pòrtland.

## Urbanisme
La ciutat es compon de la medina o ciutat vella, de carrers estrets i sinuosos, dels barris moderns, a l'oest i nord-oest, i dels suburbis de Gueblia, Djeblia i Zlass. Al sud, entre l'antiga porta dels Pelleters (rebatejada després de la independència com a Bab al-Shuhada, ‘porta dels Màrtirs') i l'estació de ferrocarril, hi ha els barris més moderns. El barri popular de Sidi Sabnun és a l'oest, juntament amb el barri d'Al-Mansurah, que reagrupa 400 cases de persones humils.

## Patrimoni
Els principals monuments de la ciutat són:
- La gran mesquita de Kairuan.
- La mesquita Zitouna.
- La mesquita d'El Bey.
- La mesquita d'El Maalek.
- La mesquita de la Rosa.

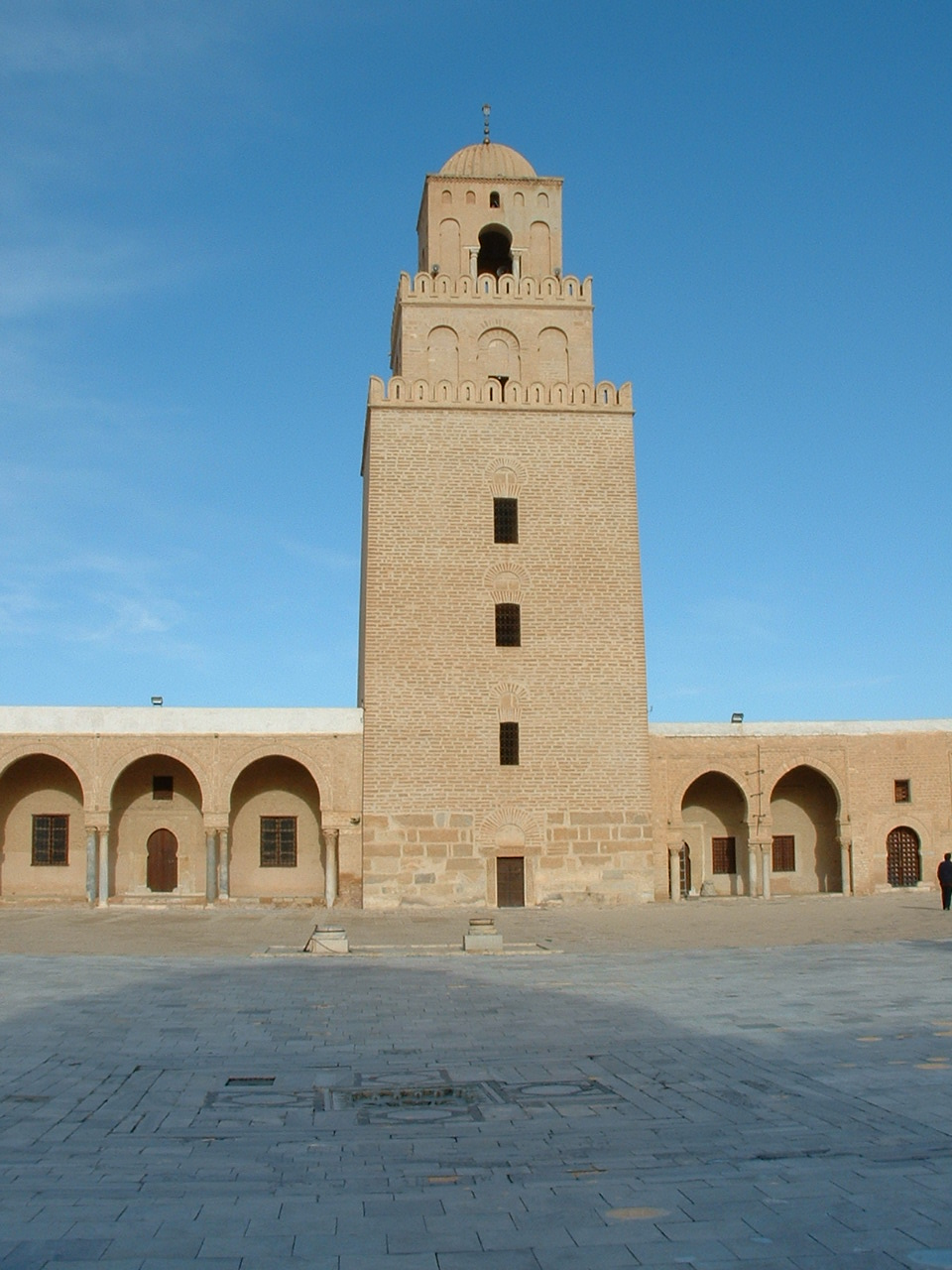
Minaret de la gran mesquita

- La mesquita de les Tres Portes o Jamii thalathat biban (segle ix).
- Les basses dels aglàbides (prop de la porta de Tunis).
- La zàwiya de Sidi Abid al-Gharyaní (segle xiv).
- La zàwiya de Sidi as-Sahbí, coneguda com la mesquita del Barber.
- La zàwiya de Sidi Abbada (segle xix).
- Bab aix-Xuhadà (‘Porta dels Màrtirs').
- Al-Bab al-Jadid (‘Porta Nova’).

Pel seu valor històric i arquitectònic, fou declarada Patrimoni de la Humanitat per la UNESCO el 9 de desembre del 1988.

## Història

### Fundació i primers anys
Els conqueridors àrabs que havien entrat per la regió de la Qastíliya, van arribar a la regió de Kammuniya, on s'aixeca avui Kairuan, al segle vii. La fundació de la ciutat s'atribueix tradicionalment a Uqba ibn Nafi, però la fundació es va fer per etapes: després de la batalla de Sufètula (647/648, 27 de l'hègira) que va deixar en mans d'Abd-Al·lah ibn Sad ibn Abi-Sarh la Bizacena, és possible que els àrabs arribessin a la regió de Kairuan, però es van retirar a canvi d'un tribut dels romans d'Orient. Ibn Nají assenyala que existia una mesquita a Kairuan dedicada a Abd-Al·lah ibn Sad ibn Abi-Sarh. Després van seguir tres campanyes dirigides per Muàwiya ibn Hudayj els anys 34 (654/655), 41(661/662) i 45 (665), i les tres vegades va arribar fins a la Kammuniya i, des de la primera expedició, ja hi establí un campament (qayrawan) al lloc d'al-Qarn, que encara existia els anys 41 i el 45. Aquest lloc es deia al-Qarn, que vol dir ‘turó’ o ‘cantó’ i era sobre un turonet de 171 metres que avui es coneix com Batn al-Qarn, uns 12 km al nord-oest de la ciutat.
El 670, el govern d'Ifriqiya li fou retirat a Muàwiya ibn Hudayj i donat a Uqba ibn Nafi, i aquest va voler un emplaçament millor per a la seu del seu govern i de l'exèrcit, i va optar per a un altre emplaçament, l'actual de Kairuan. Hi va fundar una mesquita i una centre de govern (Dar al-Imran) i durant els primers cinc anys del seu govern hi va impulsar la construcció de la ciutat, tot evitant haver de sortir en expedició. hi ha constància que en el lloc on es construí Kairuan ja existien restes d'edificacions romanes o romanes d'Orient que es van fer servir per a les noves construccions.
Al seu successor en el govern, Abu-l-Muhàjir, no li va agradar el lloc triat per Uqba, per la qual cosa va cremar la ciutat i la va traslladar uns 15 km al nord, a la via cap a Tunis, en una regió habitada per amazics. Aquesta nova capital, trobada als anys setanta, es va dir Tikirwan, nom amazic; el governador es va acostar a la nació amaziga modificant la política anterior, cosa que no va agradar al califa, que va tornar a nomenar Uqba com a governador (emir) el 682. Uqba va retornar la capital al seu lloc anterior.
Després la ciutat, amb el nom d'al-Qarn, va continuar existint però sens tenir la condició de capital o seu dels governadors de l'Ifriqiya. No gaire al nord, al lloc d'al-Asnam, els àrabs van trobar nombroses estàtues (per això el nom d'al-Asnam, que vol dir ‘els ídols'), que sens dubte eren estàtues romanes. Al-Bakri al Masalik esmenta que la plaça de la Seca (Suk al-Darb) es va edificar sobre una església; Ibn Abd al-Hakam al Futah, al-Malikí, al-Bakrí, Yaqut al-Hamawí a Al-Buldan. Al sud de la ciutat, es va trobar una obra hidràulica dels romans, anomenada Kasr al-Mam ('Castell d'aigua'), que era un aqüeducte que captava les aigües del Mams (modern Hanshir Dwimis, a 33 km a l'oest), que va garantir l'aigua de la ciutat i on es va establir una estació de caravanes.
Uqba va morir en la batalla de Biskra. El triomfant rei amazic Kosayla va arribar a la ciutat i s'hi va establir, i va ser capital del seu efímer regne d'Altava (684 a 689). La regió i ciutat foren recuperades per Zuhayr ibn Qays al-Balawí i Hassan ibn an-Numan. Va seguir una època de pau.

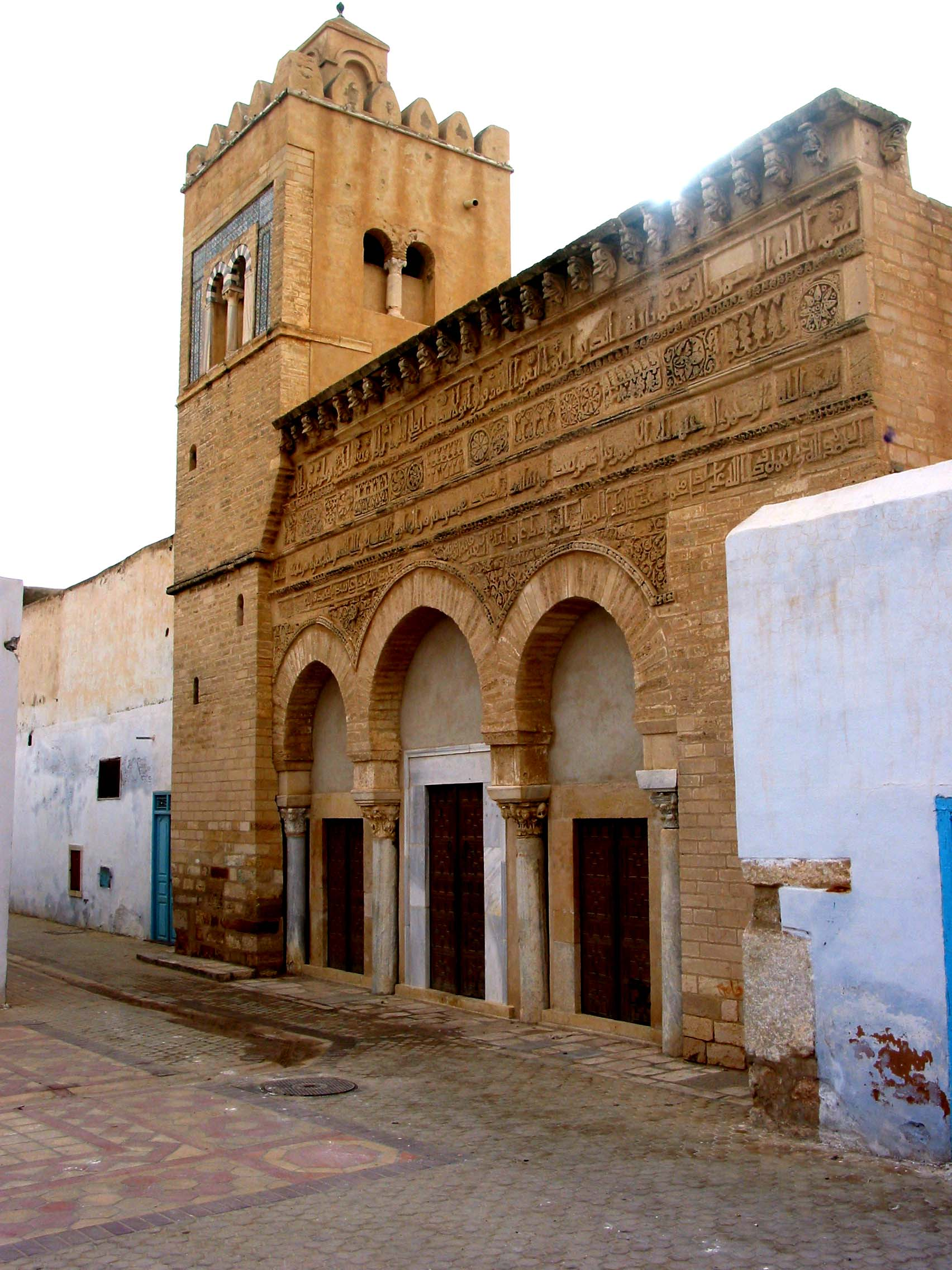
La mesquita de les Tres Portes

Vers el 742, els kharigites revoltats, dirigits per Uqaixa, van estar a punt d'apoderar-se de la ciutat, però la seva derrota a l'antiga al-Qarn (a 12 km) i a al-Asnam, a mans del governador Hàndhala ibn Safwan, ho va impedir. Però el 140 de l'hègira (757/758) fou ocupada pels kharigites warfadjuma, de tendència sufrita, i la van dominar un any, i massacraren els elements quraixites de la població (és a dir, l'aristocràcia àrab); el juny o juliol del 758, fou ocupada per l'ibadita Abu-l-Khattab procedent de Trípoli, que hi va deixar com a governador Abd-ar-Rahman ibn Rústam, que després va fundar la dinastia dels rustúmides a Tahart. L'agost del 761, fou recuperada per Muhammad ibn al-Ashath, enviat pel califa, que la va fortificar (la muralla es va començar el febrer del 762 i es va acabar el setembre o octubre del 763).
El 771, fou atacada per una coalició de amazics kharigites sufrites i amazics ibadites i, després d'un setge que va portar la fam a la ciutat, fou ocupada. Yazid ibn Hàtim al-Muhal·labí, enviat pel califa, la va recuperar el 772 i la va governar fins al 788, anys en els quals va dominar la revolta kharigita.

### Èpoques aglàbida, fatimita i zírida
El jund (el nucli militar àrab) es va revoltar algunes vegades en els anys següents, fins que el 810 l'emir aglàbida Ibrahim I va fer desmantellar els murs de la ciutat per haver donar suport a una de les revoltes. El 824, la ciutat va obrir les portes al rebel Mansur al-Tundudhí i llavors l'emir Ziyàdat-Al·lah I (817-838) va prendre mesures radicals: va arrasar les muralles fins a un metre sota el sòl. La ciutat ja no es va tornar a revoltar, però mai no fou un suport per a la dinastia. Tampoc van acollir bé els fatimites, amb els quals va deixar de ser capital.
L'11 d'abril del 912, es va produir un conflicte entre els amazics kutama i els botiguers i hi va haver centenars de morts. Encara que Ubayd-Al·lah va calmar els ànims, els habitants, quan van tenir ocasió, van donar suport a la revolta del kharigita Abu-Yazid an-Nukkarí (943-947). Finalment, el van abandonar, però no van poder evitar el càstig que els va imposar l'emir al-Mansur: una vegada derrotat i mort el cap kharigita, va agafar una sèrie de residents a la ciutat i els va fer torturar i executar.

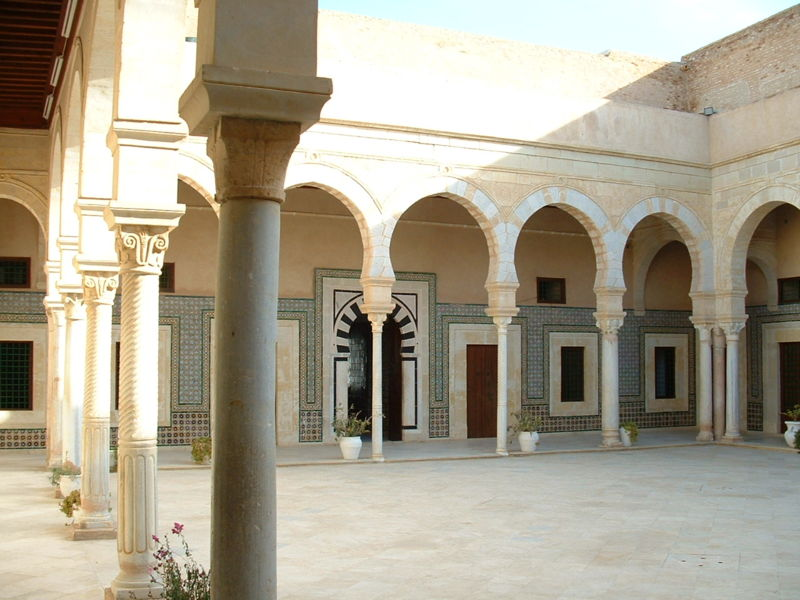
Pati de la mesquita del Barber

La pujada de la dinastia zírida tampoc va tenir bona acollida i l'emir al-Muïzz (1016-1062) va patir un atemptat a la ciutat quan hi va fer la primera visita oficial (1016) i després es va revoltar (24 de juny del 1016). Els habitants van massacrar tots els que sospitaven que eren xiïtes. La revolta es va estendre a Al-Mansuriya, que fou saquejada. Una vegada amb el control de la ciutat en mans dels zírides, va esclatar una segona revolta (3 de març del 1017). L'emir va lliurar la ciutat a les seves tropes i fou saquejada i centenars de civils van morir; els carrers comercials (kibar al-aswaq) foren cremats.
El 1054, els Banu Hilal la van atacar per primer cop i finalment al-Muïzz la va deixar en les seves mans el 1057 i es va retirar a Mahdia (Mahdiyya).

### Època hàfsida
La ciutat va deixar de tenir un paper important. No es va oposar als hàfsides i no va tenir cap dinastia local, i només va fer un intent contra els almohades dirigits pel riyahida Muhriz ibn Ziyad, que fou derrotat fàcilment el 1161. El 1186/1187 (582 de l'hègira), va venir a la regió l'almohade Al-Mansur per fer front al perill dels mallorquins Banu Ghaniya, i va establir el seu campament a Kairuan abans de marxar cap a Al-Hamma, on va prendre l'ofensiva i va compensar les derrotes que el seu exèrcit havia patit. Encara que prop del 1200 la va ocupar Yahya ibn Ghàniya, el 1203 la va perdre i va retornar als almohades i després als hàfsides. El 1283/1284, va afavorir la proclamació de l'usurpador Ibn Abi-Umara, que també va obtenir el suport de Sfax (Safakis), Sussa i Mahdia.
Del 1318 al 1324, fou teatre de les lluites entre el soldà Abu-Yahya Abu-Bakr i Abu-Darba. L'abril de 1348, el marínida Abu-l-Hàssan, que s'havia apoderat de l'Ifriqiya, fou derrotat a prop de Kairuan pels àrabs nòmades que van atacar la ciutat; encara que va poder fugir i arribar a Tunis, això va marcar el final del seu poder.

### Època otomana

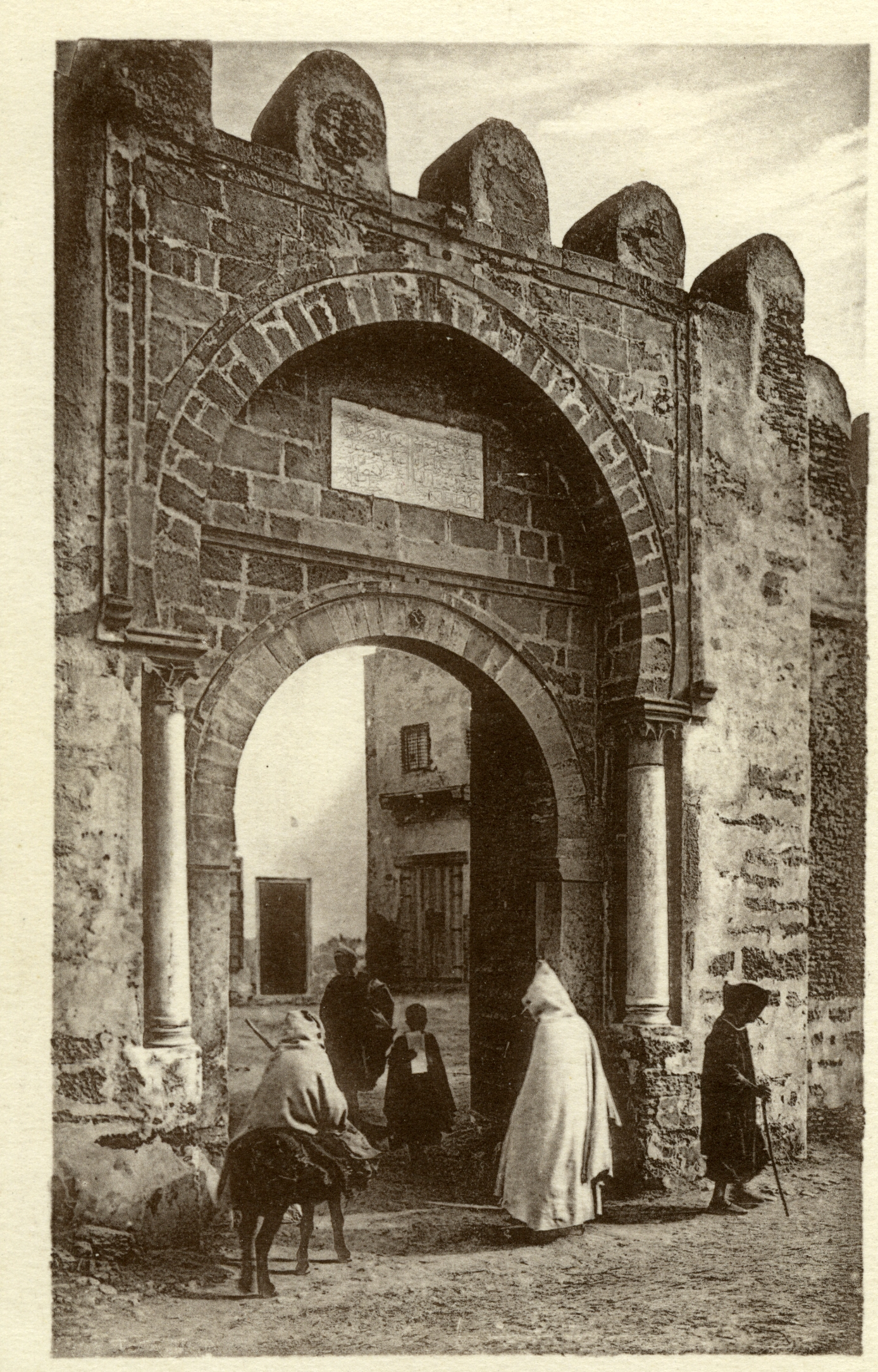
Porta de la medina en una imatge antiga

El 1534, Khair ed-Din Barba-roja hi va establir una guarnició al servei del soldà otomà. L'11 de juliol del 1535, els castellans van restaurar als hàfsides deposats per Barba-roja, però no van dominar el sud del país. Kairuan va quedar en mans d'un marabut, Sidi Arafa, de la tribu dels shabbiya. Un atac hàfsida el 1542 no va reeixir perquè les tropes no van voler lluitar. Finalment, el reis Dragut de Trípoli va ocupar la ciutat el 3 de gener del 1558 i va expulsar els shabbiya. Haydar Pasha en fou nomenat governador. El 1574, aquest governador s'uní a les forces navals de Sinan Pasha, que finalment van deposar la dinastia hàfsida i van obligar els castellans a evacuar el país.
Tunísia va esdevenir un pashalik, el govern del qual fou per a Haydar Pasha, l'antic governador de Kairuan.
Sota la dinastia de beis muràdites, la regió va caure en l'oblit. El 1631, Hamuda Pasha va expulsar de la zona els rebels Awlad Said i va instal·lar una guarnició de spahis (udjak) a Kairuan. En la guerra civil entre Ali Bei i el seu germà Muhammad, la ciutat va prendre partit pel darrer i quan els dos pretendents es van repartir el país, va esdevenir capital dels dominis de Muhammad.
Més tard, fou hostil a Murad Bei (1699-1703) i fou assetjada per aquest, que li va imposar una forta multa (1699). Poc després, fou saquejada per Khalil Bei de Trípoli en compensació pel suport donat al bei de Tunis contra Alger (1700). El 1701, es va ordenar l'evacuació i la destrucció de la ciutat excepte les mesquites i zawiyas, però l'assassinat del bei ho va evitar i el seu successor Ibrahim al-Sharif va afavorir la ciutat, autoritzant el seu repoblament i la seva reconstrucció (1703).
Sota al-Husayn I ibn Ali (1705-1735), fundador de la dinastia husaynita de Tunísia, es van restaurar les mesquites. La ciutat fou lleial a aquesta dinastia. Quan el seu nebot, Ali Pasha (Ali I), es va revoltar, Husayn va fugir a Kairuan i s'hi va mantenir cinc anys fins que fou capturat i decapitat el 13 de maig del 1740, junt amb quaranta notables locals; les muralles foren destruïdes.

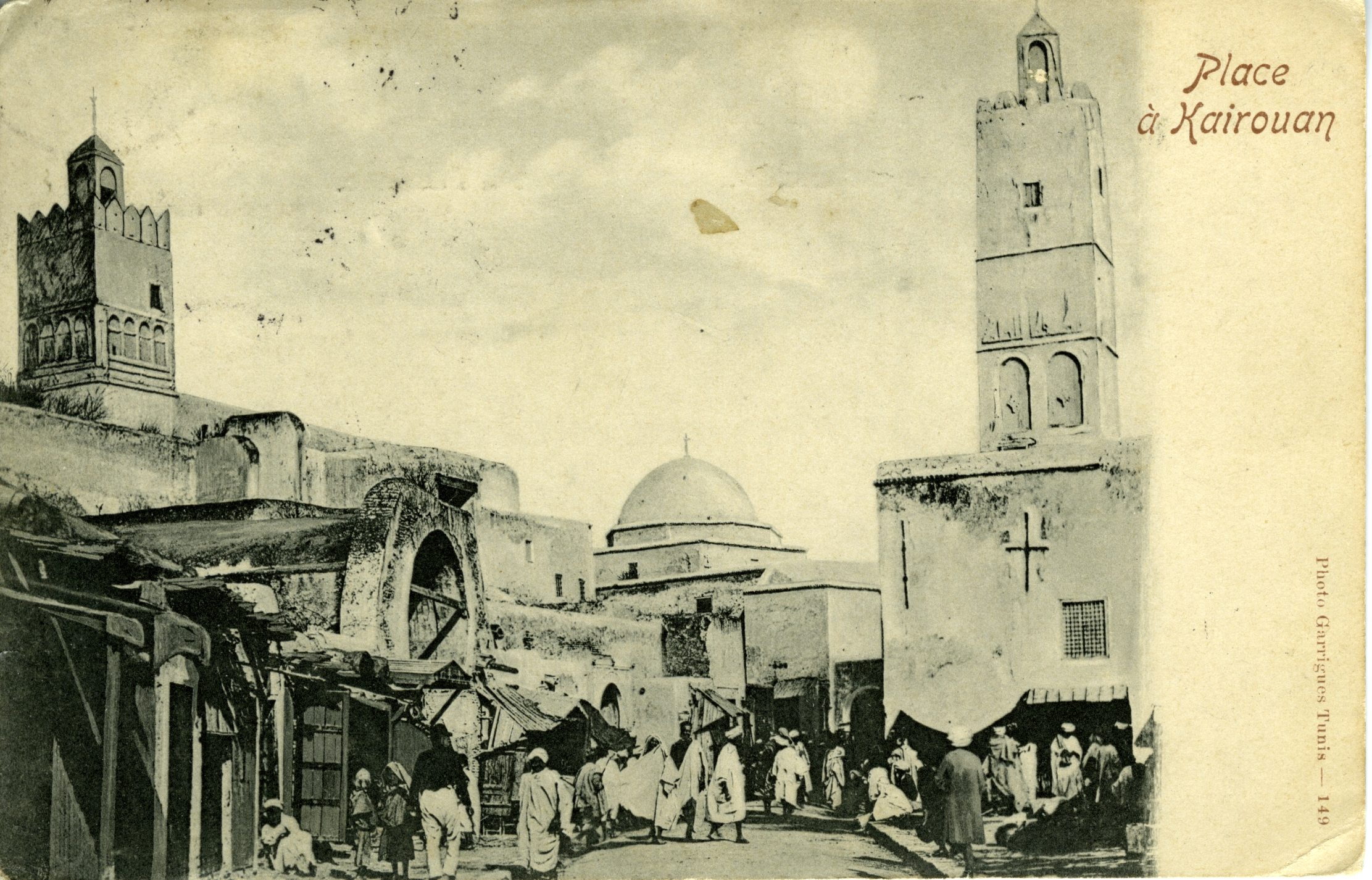
La medina de Kairuan al segle XIX

Quan va pujar al tron Muhammad I al Rashid, fill d'Husayn, li va tornar a ser lleial i va recuperar el favor de la dinastia; li foren acordades exempcions d'impostos i la vida va millorar notablement. Sota al-Husayn II ibn Mahmud (1824-1835), va tornar la desgràcia, i el bei va imposar a la ciutat una forta multa col·lectiva que la va arruïnar.
De resultes d'això, el 1864 fou un dels focus de la rebel·lió d'Ali ibn Ghadhahum; en aquesta ciutat es van reunir els Zlas (dirigits per Al-Subui ibn Muhamad al-Subui), els Banu Zid, els Hamama i els Frashish, però no van arribar a cap acord.

### Ocupació francesa
El 1881, fou un dels principals centres de resistència als francesos. Del 15 al 20 de juny del 1881, es va fer una conferència a la gran mesquita amb totes les tribus, que van decidir demanar ajut al pasha de Trípoli de Líbia, cosa que no va tenir cap efecte i finalment els francesos van entrar a la ciutat el 26 d'octubre del 1881; els Zlas van mantenir un guerrilla limitada per alguns mesos.

## Administració
És el centre de la municipalitat o baladiyya homònima, amb codi geogràfic 41 11 (ISO 3166-2:TN-12), dividida en cinc circumscripcions o dàïres:
- Kairouan Medina (41 11 11)
- El Mansoura (41 11 12)
- Cité Jeblia (41 11 13)
- El Keblia (41 11 14)
- En Nasr (41 11 15)

Al mateix temps, està repartida entre dues delegacions o mutamadiyyes, Kairuan Nord (41 51) i Kairuan Sud (41 52), al seu torn dividides en dotze i quinze sectors o imades, respectivament.

## Agermanaments
La ciutat està agermanada amb Fes (Marroc) des del 25 de gener del 1965 i amb Còrdova (Espanya).

## Personatges il·lustres de Kairuan
- Abu-Ishaq al-Husrí, poeta i escriptor.
- Assad ibn al-Furat, jurista i teòleg.
- Marcel Cravenne, realitzador francès.
- Mohamed Fitouri, ex-ministre d'Afers Exteriors.
- Ibn al-Jazzar, metge.
- Imam Sahnoun, jurista i teòleg.

## Llista d'alcaldes
Després de la independència del país la ciutat ha tingut els alcaldes següents: 
- 1957-1960 : Mohamed Hlioui
- 1960-1969 : Mohamed Saleh Allani
- 1969-1972 : Mustapha Atallah
- 1972-1977 : Hamda Laouani
- 1977-1980 : Mohsen Atallah
- 1980-1985 : Habib Alouini
- 1985-1989 : Abdelwahab Kharrat
- 1989-1995 : Hedhili Fayala
- 1995-2005 : Rachid Meftah
- 2005-20.. : Mustapha Houcine.

## Galeria d'imatges

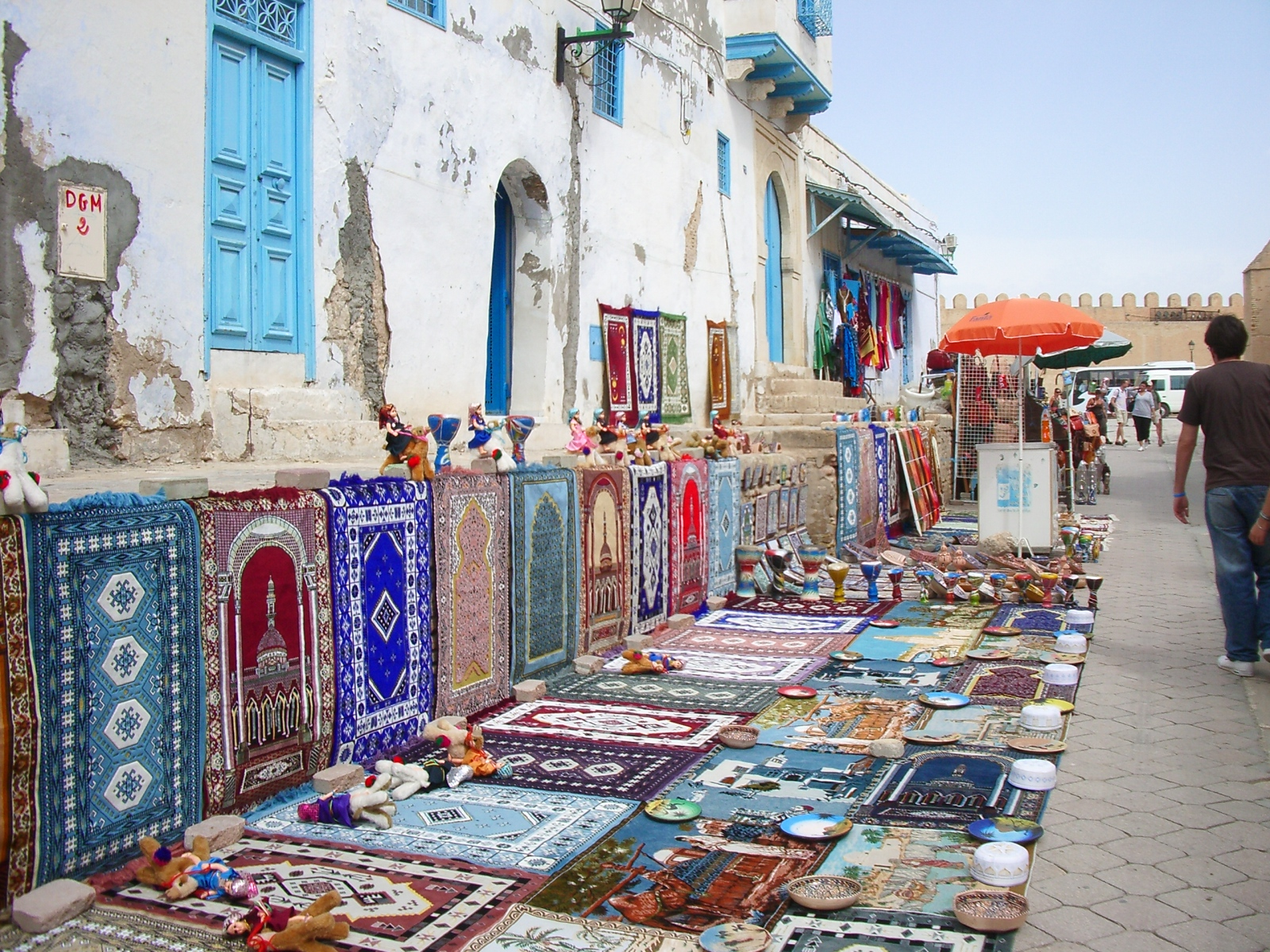
Medina
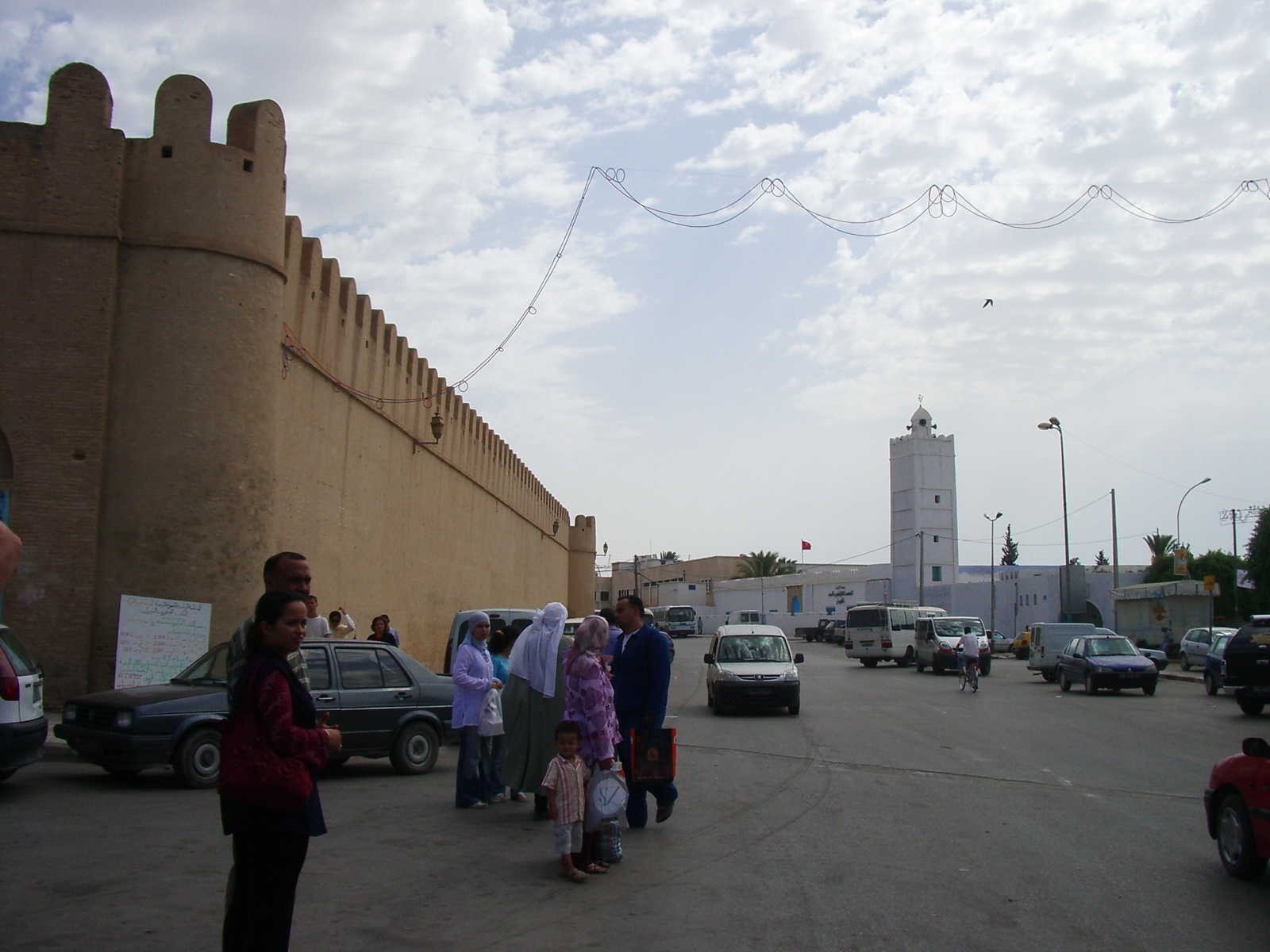
Muralles i minaret
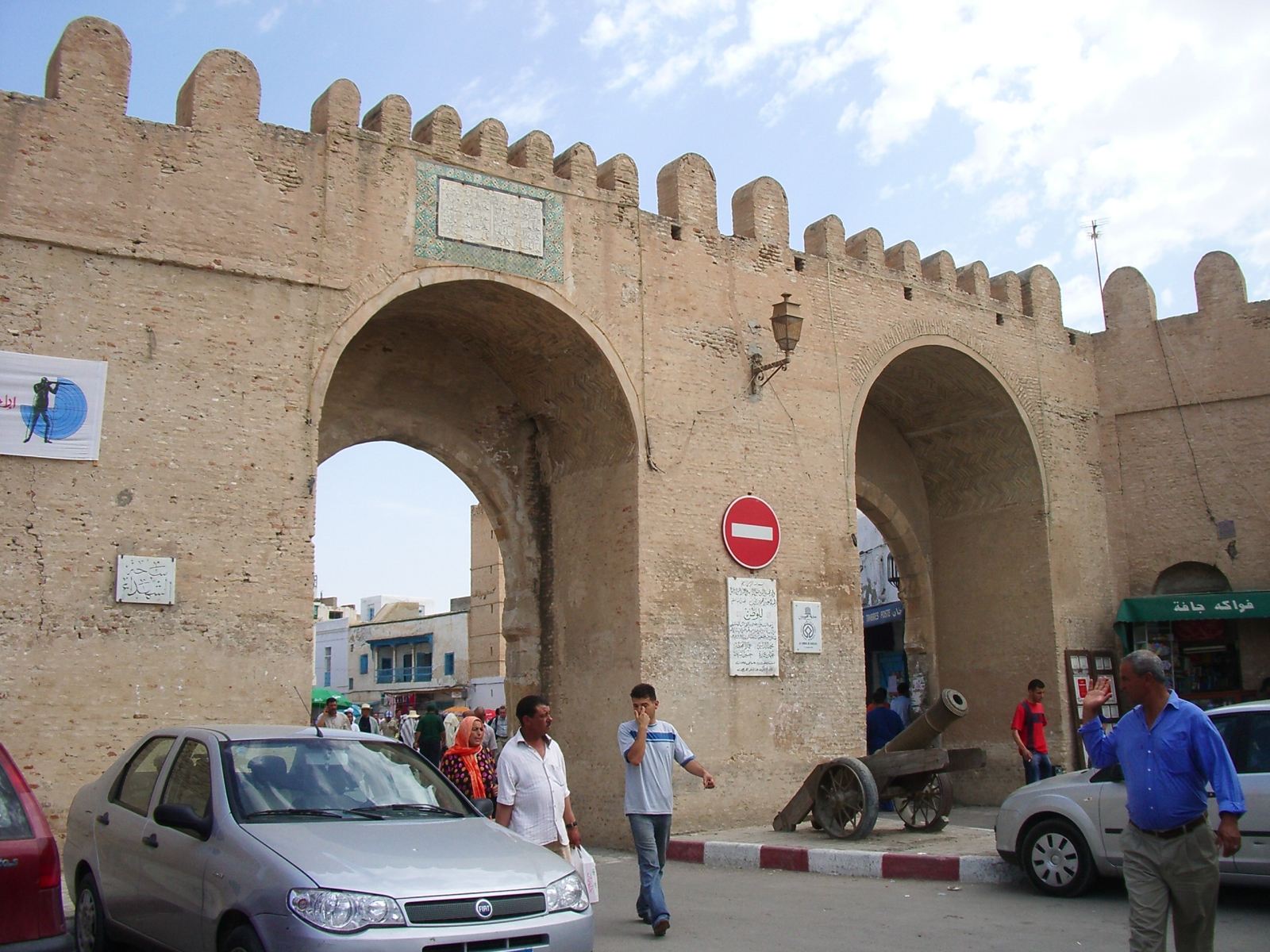
Porta a les muralles
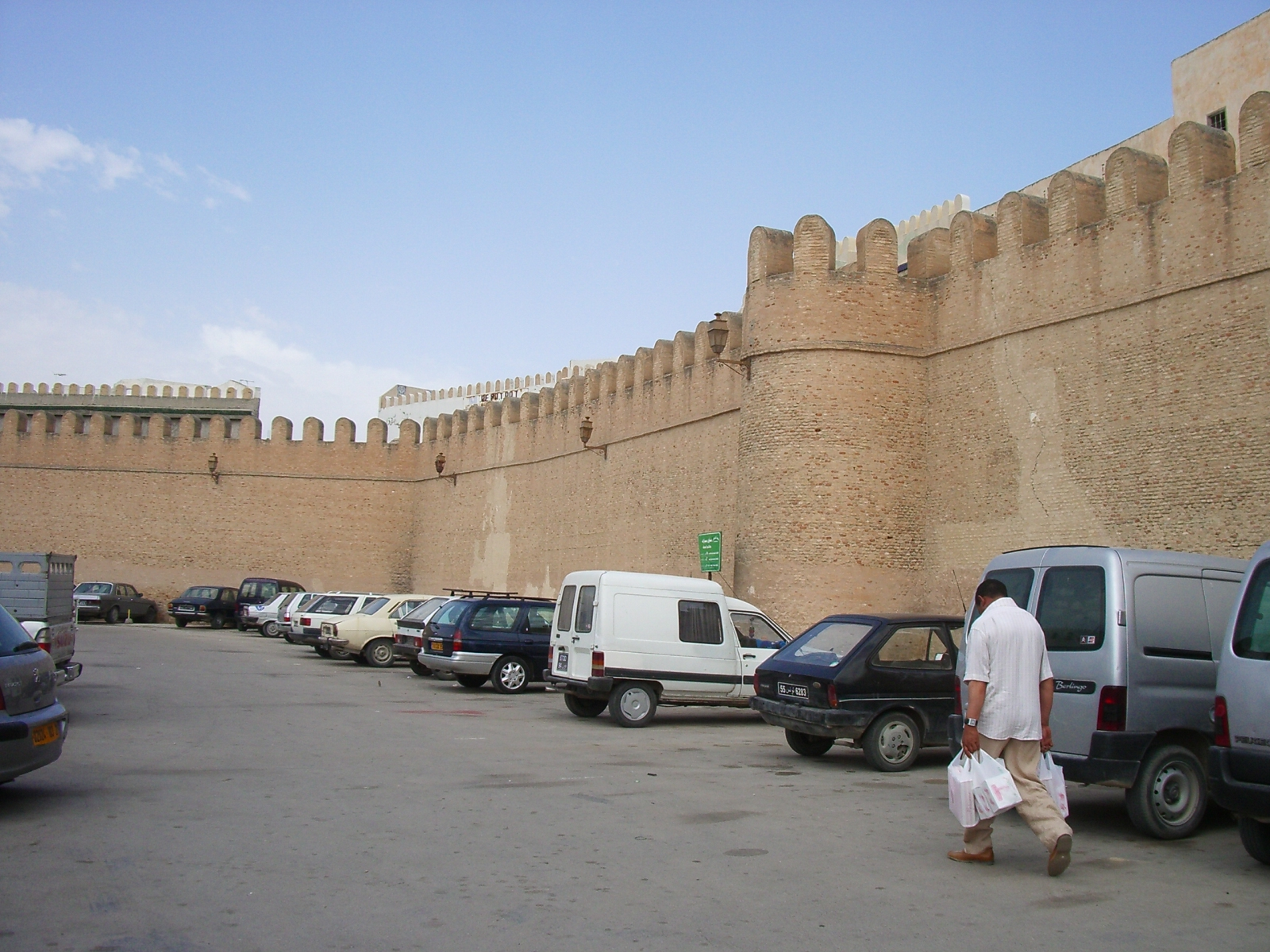
Muralles
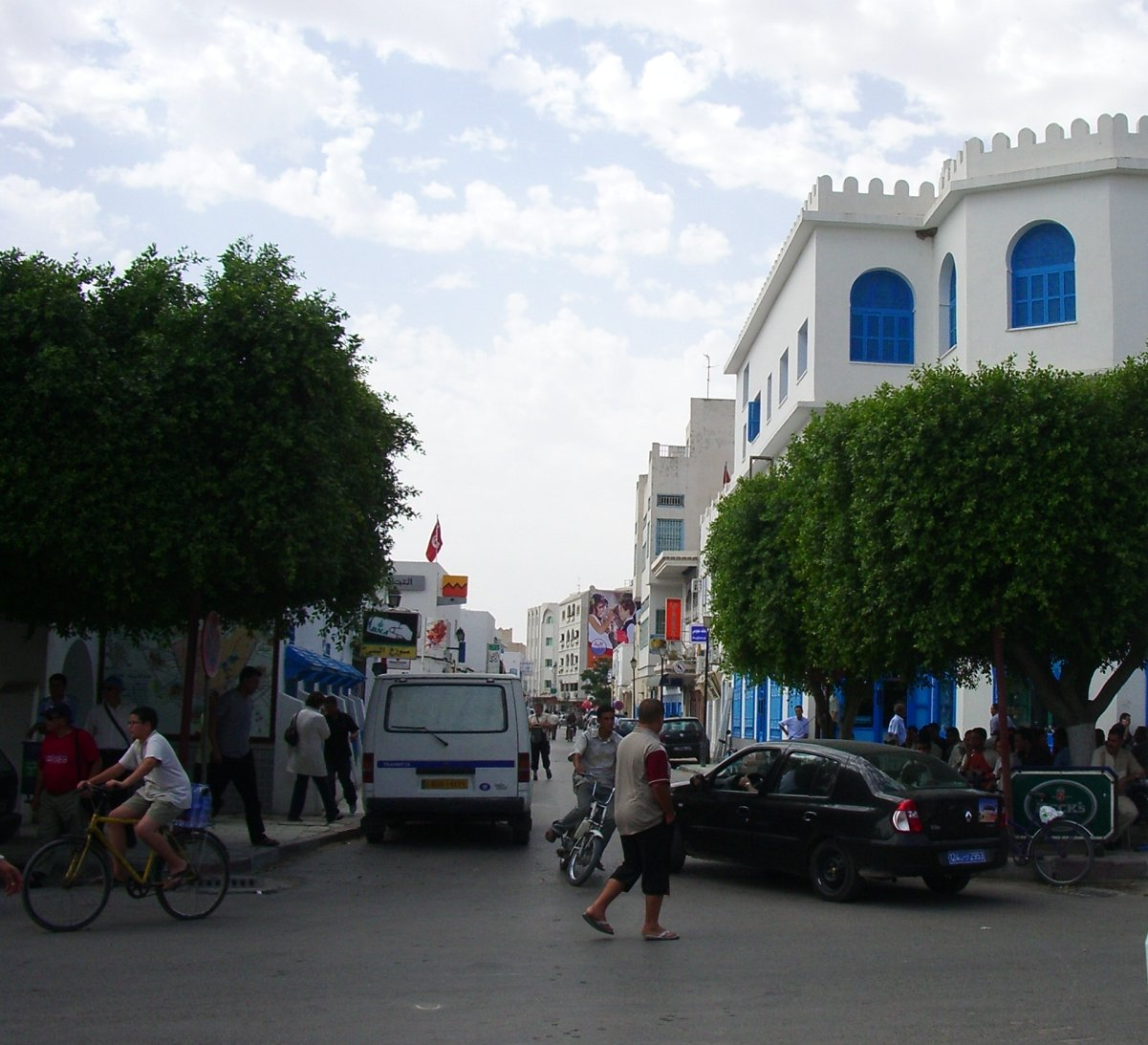
Carrer
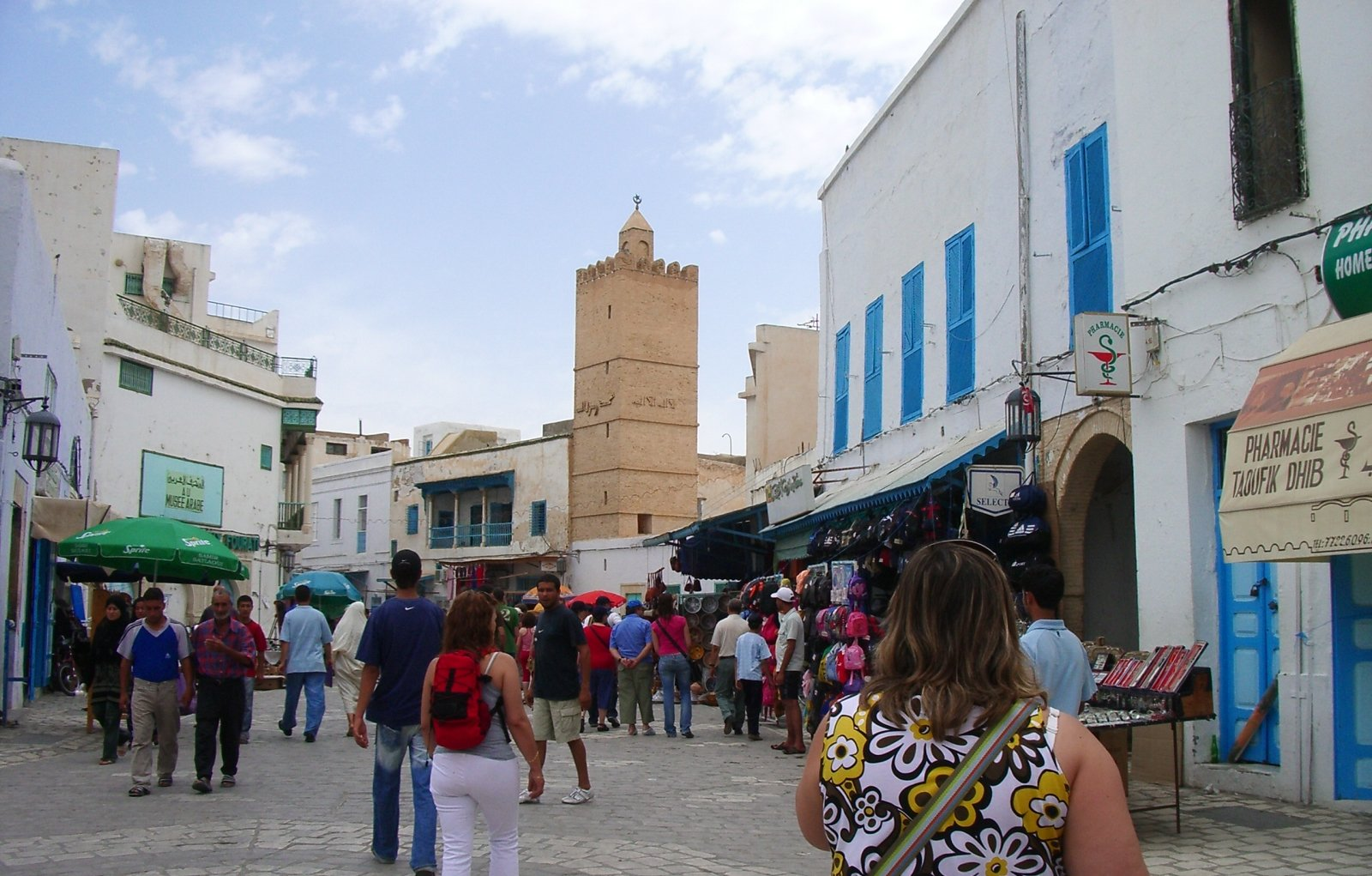
La medina de Kairuan prop de Bir Baruta
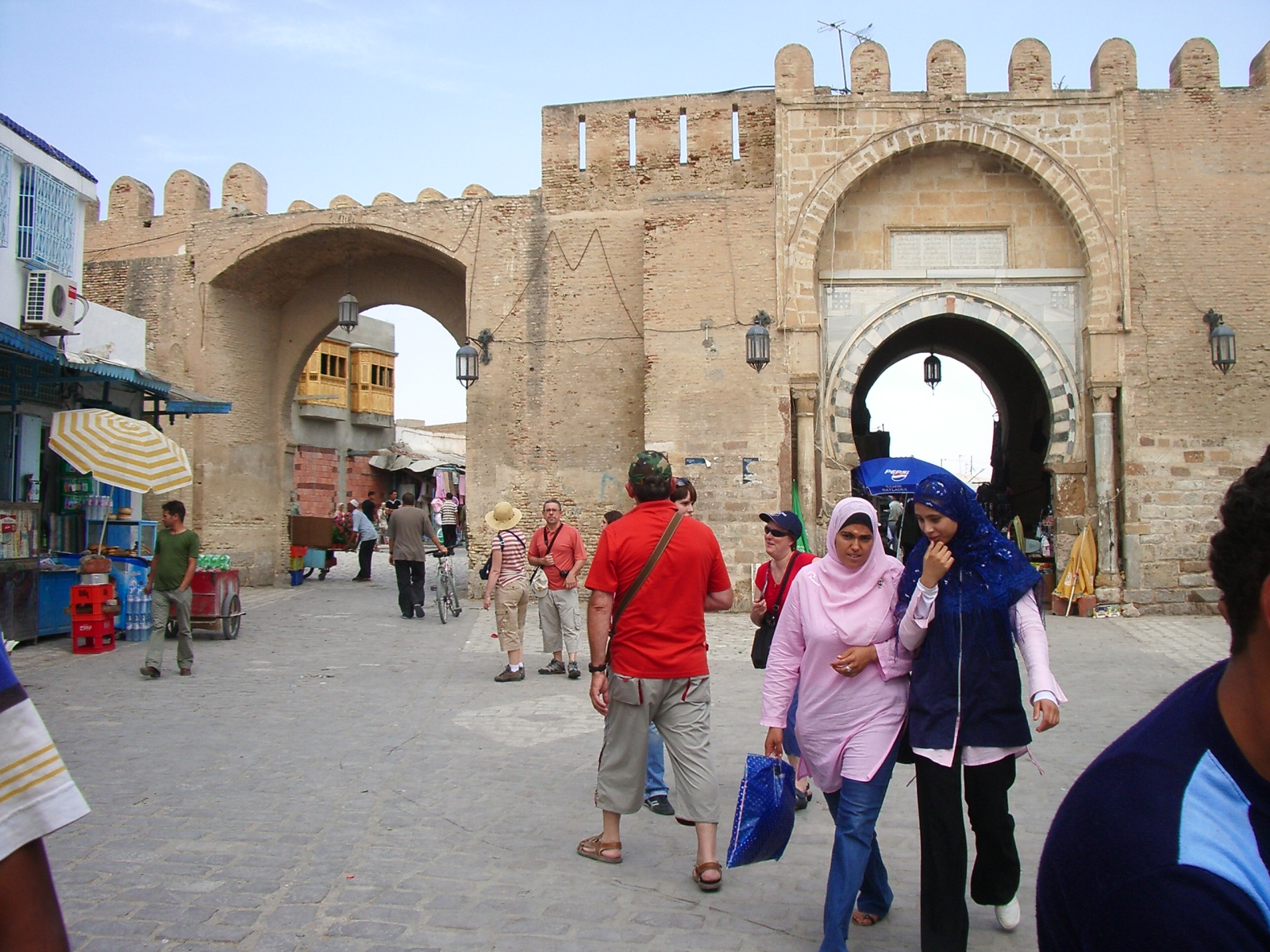
Porta de la medina
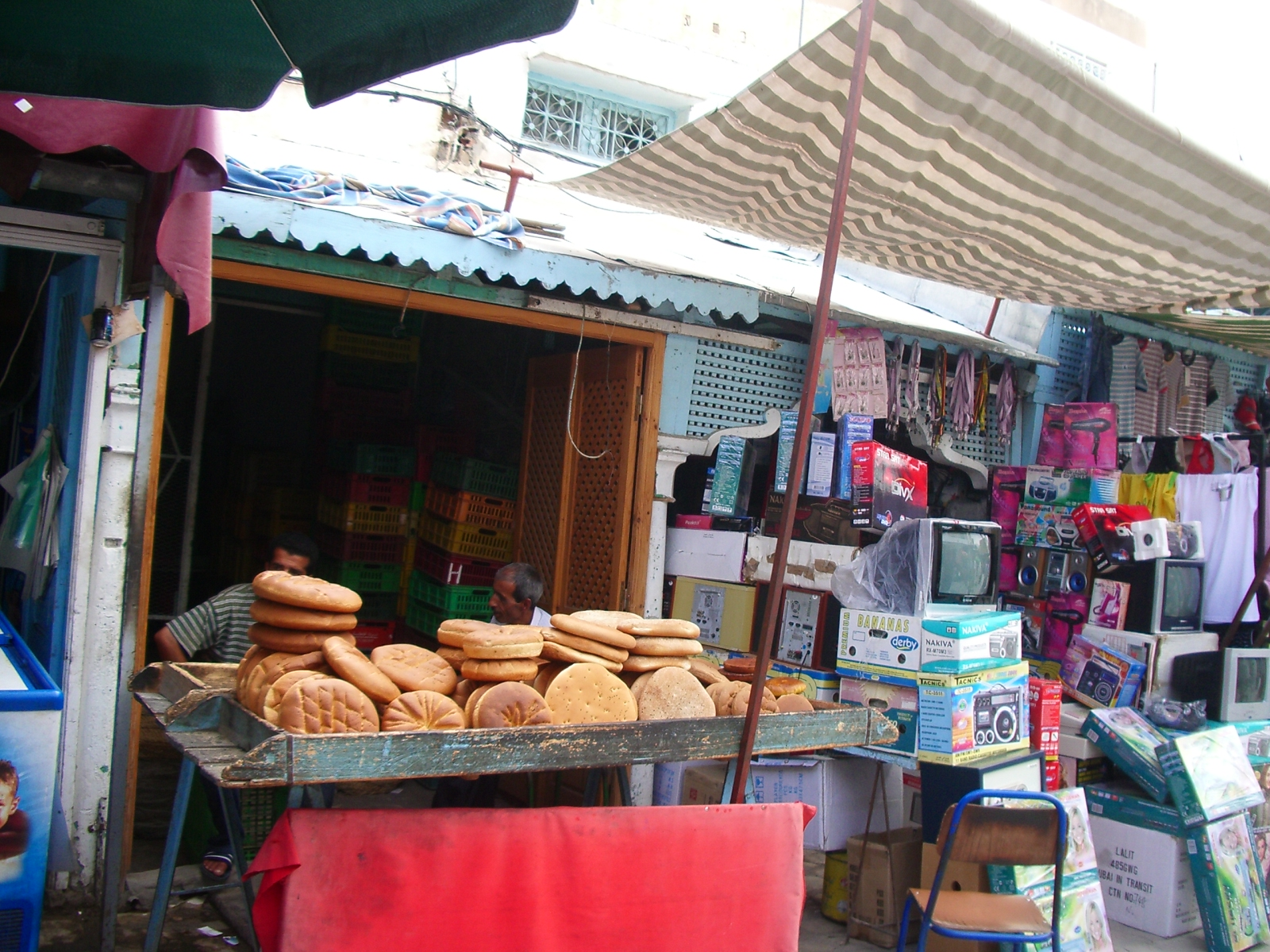
Comerç de la medina